# Tarjeta de pasaporte de los Estados Unidos
La tarjeta de pasaporte de los Estados Unidos (en inglés: United States passport card) es una tarjeta de identidad nacional opcional y un documento de viaje emitido por el gobierno federal de los Estados Unidos de América del tamaño de una tarjeta de crédito. Al igual que una libreta de pasaporte estadounidense, la tarjeta de pasaporte solo se emite a ciudadanos estadounidenses y nacionales de EE. UU. exclusivamente por el Departamento de Estado de los Estados Unidos. La tarjeta de pasaporte permite a sus titulares viajar en vuelos aéreos nacionales dentro de los Estados Unidos de América y viajar por tierra y mar dentro de América del Norte. Sin embargo, la tarjeta de pasaporte no se puede utilizar para viajes aéreos internacionales. Las tarjetas de pasaporte estadounidenses se utilizan para verificar la identidad y la ciudadanía estadounidense. Los requisitos para obtener la tarjeta de pasaporte son idénticos a los de la libreta de pasaporte y cumplen con los estándares para documentos de identidad establecidos por la Ley REAL ID.
La tarjeta pasaporte (anteriormente conocida como Tarjeta de Servicio de Seguridad de Acceso para Personas o Tarjeta PASS) fue creada como resultado de la Iniciativa de Viaje del Hemisferio Occidental, que imponía requisitos documentales más estrictos a los viajeros. En 2023, se emitieron más de 3 millones de tarjetas de pasaporte a ciudadanos estadounidenses. La tarjeta está fabricada por Morpho.
Los documentos de identidad nacionales con una utilidad similar son comunes dentro de los países de la Unión Europea y la Asociación Europea de Libre Comercio para uso nacional e internacional, con la diferencia de que dichas tarjetas también se pueden utilizar para viajes aéreos internacionales (dentro de la UE, el Espacio Schengen y varios otros países europeos que permiten la entrada con una tarjeta de identificación nacional).

## Historia
Como resultado de los ataques del 11 de septiembre de 2001, los Estados Unidos comenzó a implementar una serie de medidas para aumentar la seguridad de sus fronteras y sus documentos de identidad. Un resultado de esto fue la Iniciativa de Viaje del Hemisferio Occidental (WHTI), que exige a partir de 2007 que se utilice un número menor y más seguro de documentos que verifiquen tanto la identidad como la ciudadanía para facilitar la identificación y el cruce de fronteras internacionales. Antes de la WHTI, se aceptaban muchos tipos diferentes de documentos para cruzar la frontera, incluidos certificados de nacimiento emitidos por miles de autoridades diferentes dentro de los Estados Unidos y Canadá. Como resultado de la WHTI, los ciudadanos estadounidenses que viajaran a Canadá habrían tenido que obtener una libreta de pasaporte para poder ingresar a los Estados Unidos. Para ofrecer una alternativa menos costosa y más portátil a las comunidades fronterizas y a los viajeros frecuentes, se desarrolló la tarjeta pasaporte.
En un esfuerzo por mejorar la eficiencia en los cruces terrestres, la tarjeta de pasaporte también incluye un chip de identificación por radiofrecuencia de lectura cercana con un número de identificación único vinculado a bases de datos gubernamentales. A diferencia de la libreta de pasaportes, el chip RFID de la tarjeta de pasaporte está diseñado para ser legible a mayor distancia, lo que permite a los agentes fronterizos acceder a la información de los viajeros antes de que lleguen a la estación de inspección. Mientras que un pasaporte biométrico contiene un chip que contiene toda la información del viajero en formato electrónico, el chip RFID de una tarjeta de pasaporte no contiene ninguna información personal más allá del número de identificación, que se utiliza para localizar registros en bases de datos gubernamentales seguras. Para evitar que se lea el chip RFID cuando la tarjeta no está en uso, la tarjeta viene con una funda que guarda la tarjeta cuando no está en uso y bloquea las frecuencias de radio utilizadas por el chip RFID.
Las tarjetas de pasaporte con una tercera opción de género, representada por un marcador X, comenzaron a emitirse a finales de 2023 (a pesar de la implementación anterior en las libretas de pasaportes). Esta implementación posterior se debió a retrasos causados por actualizaciones tecnológicas necesarias.

## Usar

### Como documento de viaje internacional
Las tarjetas de pasaporte estadounidenses se pueden utilizar para ingresar a los Estados Unidos en los cruces fronterizos terrestres y en los puertos de entrada marítimos. También se acepta el ingreso por tierra o mar a Canadá, México, Bermudas y algunos países y territorios del Caribe. No se puede utilizar para viajar por vía aérea a estos países, ni por ningún medio a otros países.
El Departamento de Estado afirmó que esta validez limitada se debe a que "diseñar un pasaporte en formato de tarjeta para uso generalizado, incluso por viajeros aéreos, socavaría inadvertidamente el amplio esfuerzo internacional para fortalecer la seguridad de la aviación civil y las especificaciones de los documentos de viaje para abordar la situación posterior al 11 de septiembre". entorno de amenaza".

### Como identificación personal
Además de no poder utilizarse para viajes aéreos internacionales, la tarjeta de pasaporte se trata como un pasaporte para todos los demás fines. Una tarjeta de pasaporte de los Estados Unidos se puede utilizar como prueba principal de ciudadanía estadounidense, al igual que una libreta de pasaporte, y se puede utilizar como prueba válida de ciudadanía y prueba de identidad tanto dentro como fuera de los Estados Unidos.

### Dentro de los Estados Unidos
Según la Ley REAL ID, la tarjeta de pasaporte se acepta para fines federales (como viajes aéreos nacionales o entrada a edificios federales), lo que puede convertirla en una opción atractiva para las personas cuyas licencias de conducir y tarjetas de identificación no cumplen con REAL ID cuando esos requisitos entrará en vigor el 3 de mayo de 2025. Las regulaciones de la TSA enumeran la tarjeta de pasaporte como un documento de identidad aceptable en los puntos de control de seguridad del aeropuerto.
El Servicio de Ciudadanía e Inmigración de los Estados Unidos han indicado que la tarjeta de pasaporte estadounidense puede usarse en el proceso del Formulario de Verificación de Elegibilidad de Empleo I-9. La tarjeta de pasaporte se considera un documento de la "Lista A" que pueden presentar los empleados recién contratados durante el proceso de verificación de elegibilidad laboral para demostrar su estatus de autorización laboral. Los documentos "Lista A" son aquellos utilizados por los empleados para demostrar tanto la identidad como la autorización de trabajo al completar el Formulario I-9.
Las tarjetas de pasaporte son mucho menos populares que las licencias de conducir, una forma de identificación comúnmente utilizada. Como se indicó anteriormente, en 2023 se emitieron más de 3 millones de tarjetas de pasaporte. En cambio, en 2021 había 232 millones de conductores con licencia.

### Fuera de los Estados Unidos
En algunos países, las leyes exigen que los visitantes extranjeros y/o todos los adultos lleven una identificación personal oficial en todo momento. Llevar una tarjeta de pasaporte puede cumplir con las exigencias de las autoridades locales sin los riesgos asociados con llevar la libreta de pasaporte completa.
En comparación con las tarjetas de identificación estatales y las licencias de conducir, la tarjeta pasaporte está diseñada para ser más universal. Está formateado según los estándares de documentos legibles por máquina de la OACI de las Naciones Unidas, que se utilizan en identificaciones de todo el mundo. Además, a diferencia de las licencias de conducir estatales, que pueden ni siquiera incluir el país en ellas, la tarjeta de pasaporte contiene las palabras Estados Unidos de América en su encabezado. También contiene símbolos nacionales, como la bandera de los Estados Unidos, al fondo, a diferencia de los símbolos estatales que se encuentran en las licencias de conducir. Dado que es posible que las personas en el extranjero no estén familiarizadas con todos los estados de EE. UU., el énfasis de la tarjeta de pasaporte en ser de los Estados Unidos hace que se entienda mejor a este respecto.

## Validez y tarifas
La tarjeta de pasaporte tiene el mismo período de validez que la libreta de pasaporte: 10 años para personas mayores de 16 años, 5 años para niños menores de 16 años. A partir del 9 de abril de 2018, la tarifa de renovación de la tarjeta de pasaporte para los solicitantes elegibles (solo adultos, por correo) es de 30 dólares EE. UU.; Los solicitantes por primera vez y aquellos que lo hacen en persona también deben pagar una tarifa de procesamiento de $35, para una tarifa total de $65. Los pasaportes para niños deben solicitarse personalmente; la tarifa total es de $50, incluida la tarifa de procesamiento de $35.
Los adultos que ya tienen una libreta de pasaporte completamente válida pueden pagar una tarifa de $30 para solicitar la tarjeta utilizando el formulario de renovación del pasaporte, independientemente de cuándo caduque la libreta de pasaporte.
Un ciudadano o nacional puede tener tanto una tarjeta de pasaporte como una libreta de pasaporte. Ambos se pueden solicitar simultáneamente pagando las tarifas respectivas para cada pasaporte, más una tarifa única de procesamiento de $35 para solicitantes por primera vez y otros solicitantes en persona.

## Diseño de tarjeta

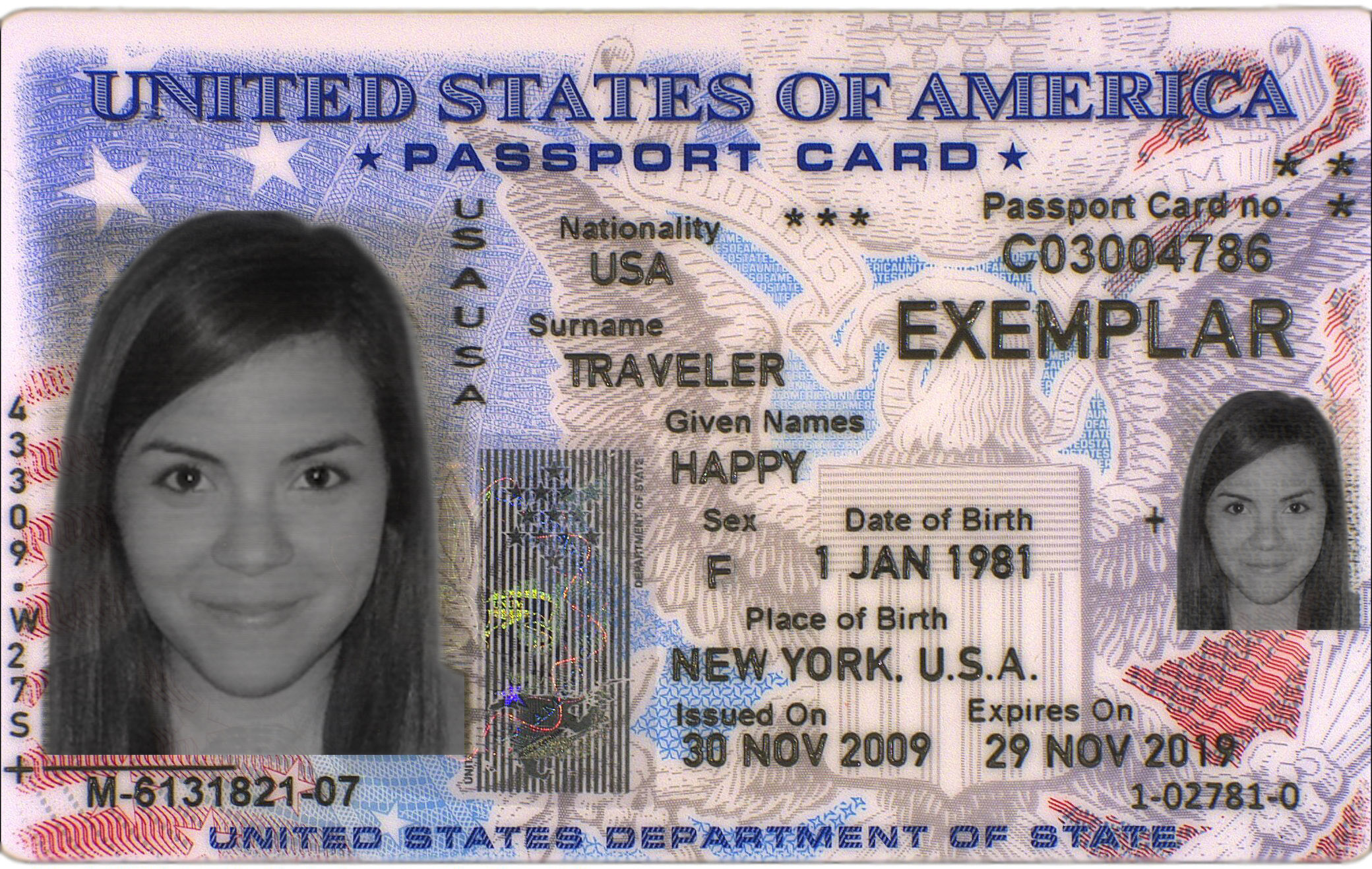
Figura 1: Arte del frente de la tarjeta (2008).

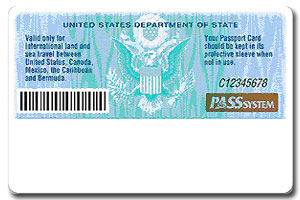
Figura 2: Arte del reverso de la tarjeta (2008).

La tarjeta pasaporte está formateada de acuerdo con las especificaciones para documentos de viaje del tamaño de una tarjeta de crédito (ID-1), como se describe en el Documento 9303 de la OACI, Parte 3, Volumen 1. La tarjeta contiene información legible tanto por humanos como por máquinas; este último está impreso en la zona legible por máquina en la parte posterior de la tarjeta como texto legible por ROC en un formato similar al de la página de identidad de la libreta de pasaporte. La zona comienza con las letras IP (designadas por la OACI para tarjeta de pasaporte), seguidas por el código del país emisor USA y luego el número de serie de la tarjeta de pasaporte (que tiene el prefijo "C" y difiere del número de libreta de pasaporte del individuo , incluso si se emiten juntos). El diseño general de la tarjeta de pasaporte es prácticamente idéntico al diseño de la Tarjeta de Cruce Fronterizo emitida a ciudadanos mexicanos y principalmente las imágenes de fondo y los derechos varían entre las dos tarjetas.

### Funciones antifalsificación
Además del chip RFID incorporado, el frente de la tarjeta presenta un complejo holograma multicapa que consiste en un águila calva americana rodeada por las palabras "Departamento de Estado de los Estados Unidos de América" en una fuente pequeña y claramente legible, rodeada además por el las mismas palabras repetidamente en microimpresión. El fondo de la tarjeta consta de curvas suaves entrelazadas ricas en colores variables y microimpresiones. Toda la información personal de la tarjeta se crea mediante grabado láser, y parte de la información clave se produce en un grabado táctil en relieve, incluida la fecha de nacimiento, las letras verticales "USA", el número de la tarjeta de pasaporte y una secuencia alfanumérica debajo de la fotografía. En el lado derecho de la tarjeta se incluye una segunda fotografía "fantasma" más pequeña del portador; Cuando se inspecciona de cerca, esta imagen fantasma es en realidad una aproximación del sombreado de la foto original compuesta por varias letras del nombre del titular de la tarjeta. Hay un sello en relieve en la esquina superior izquierda de la tarjeta (parcialmente superpuesto a la fotografía) que representa el anverso del Gran Sello de los Estados Unidos. Cuando se ve bajo luz ultravioleta, aparece un águila calva de color naranja rojizo en vuelo. El águila lleva trece flechas en una garra y una rama de olivo con trece hojas y trece aceitunas en la rama. La imagen del águila es tridimensional, con la figura voladora suspendida sobre el escudo del Gran Sello. En su pico, el águila sostiene un pergamino con el lema E pluribus unum ("De muchos, uno"). En la parte posterior de la tarjeta, la marca "PASSsystem" aparece en tinta ópticamente variable y el número C######## es un grabado táctil en relieve.